# Whinhill-Stausee
Der Whinhill-Stausee (Beith's Dam) in Greenock, Inverclyde ist ein Stausee in Schottland. Er war 1828 mit einem Speicherinhalt von 262.000 m³ zur Versorgung einer Baumwollspinnerei gebaut worden. Am 21. November 1835 brach der 12 Meter hohe Staudamm nach schweren Regenfällen. Bei der Flutwelle kamen nach unterschiedlichen Angaben 31 oder 37 Menschen zu Tode. 

## Das Unglück
Im Jahr 1815 war der Damm schon einmal gebrochen. Damals gab es keinen größeren Schaden. 
Jedenfalls wurde der Staudamm seitdem nicht mehr benutzt. Später kauften zwei Männer namens Beith und Maitland die Spinnerei und führten darin eine Getreidemühle. Der Staudamm wurde wohl bis 1828 wieder aufgebaut und vergrößert. Der November 1835 war nass und am Samstag, dem 21. November wurde der Regen stärker. Etwa um 23:00 Uhr hörten die Bewohner der Cartsburn Street und Stanners Street ein Rumpeln, das sich zu einem Krachen verstärkte. Das Wasser der Flutwelle stürzte durch die engen Straßen und drückte die Türen der Häuser ein. Die Bewohner dachten, es sei eine Sturmflut und sie versuchten höheres Gelände zu erreichen. Es war aber der Damm, der gebrochen war und so liefen sie in die falsche Richtung. Einige waren in ihren Häusern gefangen, überlebten aber. Es gab mindestens 31 Tote. Ein Mann, der fortgespült wurde, hielt sich an etwas Festem fest. Als die Flut vorbei war, erkannte er, dass es ein Laternenmast war.

## Ursachen
Beim Wiederaufbau wurde nach den Plänen des Ingenieurs Robert Thom gebaut. Er war 1827 für die Wasserversorgung von Greenock verantwortlich. Der Damm sollte einen festen inneren Kern haben. Es hat sich später herausgestellt, dass seine Pläne nicht vollständig befolgt worden waren. Er gab später an, die wasserseitige Böschung sei sehr steil gewesen und es habe keine Abdichtung gegeben. Außerdem glaubt man, dass Ratten und Wühlmäuse Löcher in den Damm gegraben hatten. Durch diese Röhren entstand innere Erosion (sogenanntes Piping), die den Damm zum Einsturz brachte.